# Cosme de Julio de Médici
Cosme de Julio de Médici, (c. 1550 - c. 1630), hijo natural de Julio de Alejandro de Médici.

## Biografía
Perteneció a familia Médici pero no podía pretender el Ducado debido a la larga historia de bastardía de su rama familiar (su bisabuelo, su abuelo y su padre, eran ilegítimos).
Como su padre, fue Caballero de la Orden Militar de San Esteban y se sabe de su presencia en las misiones de conquista del Medio Oriente. 
Existe una confusión en torno a su esposa ya que el historiador Pompeo Litta Biumi cita a la noble Lucrecia de Francisco Gaetani como su esposa y como esposa de su padre, aunque hoy se tiende a mencionarla como esposa de Cosme, tal como indica el historiador Carlo Sebregondi. De esa unión nacería Angélica de Médici.